# HD107526
HD107526 — хімічно пекулярна зоря спектрального класу A5, що має видиму зоряну величину в смузі V приблизно  8,9.
Вона  розташована на відстані близько 606,2 світлових років від Сонця.